# Palácio Capibaribe Antônio Farias
O Palácio Capibaribe Antônio Farias é o edifício-sede da prefeitura da cidade do Recife, capital do estado brasileiro de Pernambuco.

## Histórico e características
O edifício-sede da Prefeitura do Recife, Palácio Capibaribe Antônio Farias, foi construído no final dos anos 1960, e inaugurado em 1975. Às margens do rio Capibaribe, o imóvel conta com 17 pavimentos, em uma área de cerca de 39 mil metros quadrados. Na lateral do prédio, contém um painel de 77 metros de altura e 16 metros de largura feito pelo artista Eduardo Kobra representando Luiz Gonzaga.